# Lewisville
Lewisville je město rozkládající se v okresech Denton County a Dallas County ve státě Texas ve Spojených státech amerických. Je faktickou součástí souměstí Dallas–Fort Worth, přičemž od Fort Worth leží severovýchodně a od Dallasu naopak severovýchodně. Na východě sousedí s městem Carrolton. Je 27. nejlidnatějším městem Texasu a 216. nejlidnatějším městem ve Spojených státech amerických.
K roku 2020 zde žilo 111 822 obyvatel. S celkovou rozlohou 112km² byla hustota zalidnění 1 139 obyvatel na km². Původně neslo město název Holford's Prairie. Nedaleko města leží jezero Lewisville. Nachází se v oblasti s vlhkým subtropickým podnebím.